# 凱文·威廉森
凱文·威廉森（Kevin Meade Williamson，1965年3月14日—）是美國的一位演員、製作人和編劇。他是眾多電視劇的編劇，包括戀愛時代和吸血鬼日記。此外威廉森還是一些電影的編劇。他是一位已經出櫃的同性戀者。